# 常陸流
常陸流（ひたちりゅう）は薩摩藩で伝承された剣術の一派。飛太刀流とともに太刀流の分派である。
太刀流の田中傑山の高弟のうち何人かは技や型を若干変えることで独立したが、和田源太兵衛が称したのが常陸流である。（常陸流の名は元々太刀流の別名ともいう）
代々和田家が相伝し、幕末の師範は和田源太兵衛（上記源太兵衛の子孫）。その門弟に篠原国幹がいる。
また、『鎌田日記』を著した鎌田正純も常陸流の門人で、同書にはその稽古の様子が記されている。